# マニラ条約 (1946年)
1946年のマニラ条約（1946ねんのマニラじょうやく、Treaty of Manila of 1946）（正式には一般関係の条約及び条約議定書（Treaty of General Relations and Protocol））は、フィリピンの首都マニラで1946年7月4日に調印された一般関係の条約である。フィリピンに対するアメリカ合衆国の主権を放棄し、フィリピンの独立を承認した。条約はアメリカ合衆国の代表としてポール・V・マクナット高等弁務官が、フィリピンの代表としてマニュエル・ロハス大統領が署名した。
アメリカ合衆国上院が条約の批准により1946年7月31日に助言と同意を与えた後で1946年8月14日にハリー・S・トルーマンアメリカ合衆国大統領が署名した。1946年9月30日にフィリピンが批准した。条約は批准が交換された1946年10月22日に効力を発した。条約は条約が批准されるまで「友好関係並びに外交及び領事館の代表に関する一時的合意」（60 Stat. 1800, TIAS 1539, 6 UNTS 335）が伴った。

## 背景
1898年5月1日のマニラ湾海戦におけるデューイ提督の決定的な勝利は、フィリピンにおけるスペインの沿岸防衛の凋落を表した。デューイの勝利は、後にアメリカ合衆国軍と1898年6月12日にフィリピンの独立を宣言したエミリオ・アギナルド将軍が指揮するフィリピン軍の同盟に繋がり、フィリピン第一共和国建国へと進んだ。アギナルドの独立宣言は、スペインからもアメリカ合衆国からも承認されなかった。
アギナルドが宣言した際にフィリピン軍はスペイン軍の殿を破りながら襲撃した。7月末までに全部で約12000人のアメリカ合衆国軍がフィリピン軍と連合するために到着した。同盟を巡る緊張は、この時期に表面化した。始めるに当たってアメリカ軍とフィリピン軍は「普通軍事同盟に存在する友情が欠けている」と言われた。コーネリアス・ガードナー少佐の言葉に次のものがある。
殆ど例外なく兵士や多くの将校も面前の先住民を「ニガー」と呼び、先住民は「ニガー」という言葉の意味を理解し始めている。
「利害関係における悲惨な意見の不一致」は、招待状で「大統領」の代わりに「将軍」と呼ばれた後で嘗てカヴィテ州の7月4日式典に参列するのを断ったアギナルドにとって益々明らかになった。同盟に伴う意図は、アギナルドやデューイ、アメリカ合衆国の他の将軍の会話に直接現れた。会合でアギナルドは無遠慮に「アメリカ合衆国はフィリピンを保護領として保持するつもりか」と聞かれたと報告された。トーマス・アンダーソン准将はアギナルドの推測を「それには答えられないが122年間我々は植民地を作ってこなかった」と退けた。

### パリ条約（1898年）
米比戦争はフィリピンを巡る権力の正式な移行を締め括った。1898年6月12日のフィリピン独立宣言は、スペインとアメリカ合衆国の双方から無視された。その代わりに両国は米比戦争の始まりとなるフィリピン第一共和国が反対したパリ条約に規定される一連の条項で合意した。
1898年のパリ条約は、スペインが残るスペイン帝国の殆ど全て特にキューバや割譲するプエルトリコ、グアム、フィリピンをアメリカ合衆国に譲ることを伴う1898年に行った合意であった。フィリピンの領土割譲は、アメリカ合衆国からスペインへの2000万ドルの支払いが伴った。この条約は1898年12月10日に調印され、米西戦争を終結させた。パリ条約は批准文書が交換された1899年4月11日に発効した。
パリ条約はアフリカの一部の僅かな領土を除いてスペイン帝国の終焉となった。列強としてのアメリカ合衆国の時代の始まりとなった。

### 独立に際しての初めの問題点
1899年、ウィリアム・マッキンリーアメリカ合衆国大統領はフィリピン群島に関して調査し勧告をする第一次フィリピン委員会を任命した。委員会は「フィリピン人は独立に向けた準備が全くできておらず、そこにはフィリピン国民はおらず、異なる人々の集まりがあるだけである」と結論を下したが、独立と「世界で最も文明化された人民への進化」従って「フィリピン人民が最高の地方自治と自由を享受するかもしれない啓発された政治制度を」創設する公教育と二院制議会のような推薦できる手段をフィリピン人が強く望むことを認めた。
マッキンリーが委員会の勧告に注意を払う米比戦争が起こり、第二次フィリピン委員会（タフト委員会）を創設し、立法権と限定された行政権を承認した。初めはフィリピンの単なる立法機関であったが、1902年にフィリピン基本法が可決されると、委員会は両院制の下院としての機能を持った。
任期の終わりまでにセオドア・ルーズベルトアメリカ合衆国大統領は「自治と政党制度の理想の故にアメリカ合衆国が長期の帝国主義を持続できないと信じるようになった」。
更に多くの共和党員と殆どの民主党員は、アメリカ合衆国が緩やかにいずれは起きるフィリピンの独立を容認するよう提案するいずれは起きる独立のアメリカ合衆国による速やかな約束を要求し始めていた。
1916年、議会はフィリピンにとって新しい基本法または憲法として機能するジョーンズ法を可決した。その前文は安定した政府の創設を条件としていずれは起きるフィリピンの独立はアメリカの政策であると述べた。上院からタフト委員会を廃止し、選挙された上院に置き換え、従ってフィリピンで最初の完全に選挙された上院にフィリピン議会を変え、アメリカ合衆国政府の自治体とした。しかし行政は常にアメリカ人である任命されたフィリピン総督が代表であり続けた。
1934年、議会は10年の移行期間を経てフィリピンが独立国になる過程を制定するフィリピン独立法を可決した。

### フィリピン・コモンウェルス（1934年-1942年、1945年-1946年）
1934年、フィリピン上院長官マニュエル・ケソンはワシントンD.C.への「フィリピン独立使節団」を率いた。成功裏に議会へのロビー活動を行い、フィリピンが10年の移行期間を経て独立国になる過程を提案に組み込んだタイディングズ＝マクダフィー法（正式にはフィリピン独立法）の可決に導いた。この法律に基づき、フィリピン1935年憲法が書かれ、フィリピン・コモンウェルスが直接選挙の初代フィリピンの大統領と共に（直接選挙のフィリピン議会は1907年以来開かれている）創設された。1935年に創設されたようなコモンウェルスは、専ら1901年以来初めてフィリピン人がいる非常に強力な行政や一院制の国民議会、最高裁判所を特色づけた。
1935年、ケソンは新たに創設された大統領を選ぶ選挙に勝利し、政府が表向きアメリカ合衆国憲法と同様の基本方針に基づいて結成された。新政府は国防や経済に対する大規模な管理、教育改革、輸送の改善、ミンダナオ島の植民地化、地方資本の助長と工業化を確立する野心的な行動指針に乗り出した。しかしコモンウェルスは土地利用に関する社会不安や東南アジアの不安定な外交情勢や軍事情勢、将来のフィリピン共和国へのアメリカ合衆国の関与の度合いに関する不安定さにも直面した。
1939年と1940年、フィリピン憲法は両院制議会を復活させケソンの再選を（以前は一期6年の任期に厳格であった）認める改正が行われた。
プエルトリコなどのアメリカ合衆国の海外領土が今日行っているように、コモンウェルス時代にフィリピンは選出した住民代表委員を一人アメリカ合衆国下院に送った。

### 日本の占領（1942年-1945年）
日本は1941年後半にフィリピンに侵攻し、1942年5月までにフィリピン群島を完全に支配した。占領は日本の降伏まで3年間続き、コモンウェルス政府は1942年から1945年まで亡命した。

### 独立（1946年）
タイディングズ＝マクダフィー法と1935年憲法第18条が予定した通りアメリカ合衆国が1946年7月4日にフィリピンの独立を承認するとコモンウェルスは終了した。タイディングズ＝マクダフィー法と調和してハリー・トルーマン大統領はフィリピンの独立を正式に承認する1946年7月4日の布告2695号を発した。同日マニラ条約が調印された。
しかし経済は相変わらずアメリカ合衆国次第であった。アメリカ合衆国から戦争からの復興のための補助金を受ける前提条件としてフィリピンはベル通商法に（他にフィリピン通商法として知られる）合意した。この法律はアメリカ合衆国に優先的な関税を承認し、ペソをアメリカ合衆国ドルに連動させた。

## 条文
マニラ条約はアメリカ合衆国のフィリピン所有を放棄し、フィリピン共和国を承認した。完全なフィリピンの主権を創設するが制限も加える規定が数個あった。
条約には主要な規定が数個あった。
- 主権の承認：アメリカ合衆国はフィリピンの独立を承認し、フィリピン人民による政府の支配を認める。
- 軍事基地の維持：アメリカ合衆国はフィリピン政府が合意したように軍事基地並びに関連する財産及び「アメリカ合衆国とフィリピン共和国の相互防衛」を要請する権利を維持する。
- 外交代理権：フィリピン政府が要請しアメリカ合衆国が合意した場合はアメリカ合衆国はフィリピンのために一時的な外交代理権を施行する。
- 一時的な司法作用：フィリピン政府と人民に関する独立前のアメリカ合衆国最高裁判所の係争中の事件全てに関する決定は、有効となる。フィリピンに起源のある新たな事件は、アメリカ合衆国最高裁判所に提起できない。
- パリ条約（1898年）からの全てのアメリカ合衆国の義務の支持：フィリピンはこの条約のいかなる継続する以下の義務を支持しなければならない[28]。
  - 全フィリピン人に対する信教の自由
  - フィリピンのスペイン系市民が裁判を受け法の下で平等に扱われる権利
  - スペイン人の特許と著作権の法的有効性の維持

## 制限
1946年7月4日、アメリカ合衆国代表とフィリピン共和国代表は、両政府の一般関係の条約に調印した。条約は1946年7月4日現在でフィリピン共和国の独立承認とフィリピン群島に対するアメリカの主権放棄を規定した。
しかし1946年の条約が認定される前に秘密の合意がオスメニャフィリピン大統領とトルーマンアメリカ合衆国大統領の間で調印された。オスメニャ大統領は「公に後援し秘密の合意に署名することでフィリピンの基地に対するアメリカ合衆国の権利を擁護した」。そのことは調印されオスメニャの後任のマニュエル・ロハス大統領によりフィリピン上院の認可のために甘受する軍事基地合意で最高潮に達した。
この理由でアメリカ合衆国は主要な基地数か所を含む数十の軍事基地を維持した。加えて独立はアメリカ合衆国議会が可決した法律により制限された。例えばベル通商法はアメリカ合衆国の輸入割り当てが「契約のようにアメリカ合衆国の製品と共に本格的な競争相手になるあるいはなろうとしている」フィリピンの側の契約で立証する機能を規定した。アメリカ合衆国の市民と企業がフィリピンの鉱物や森林などの天然資源に平等に関われることを保証する必要もあった。上院金融委員会の公聴会でウィリアム・ロックハート・クレイトン経済担当副国務長官はこの法律を「この国の基本的な対外経済政策と一致せず」「明らかにフィリピンの真の独立を保証する我が国の約束に一致しない」と述べた。

### 1947年の米比軍事基地合意に対するフィリピン政府の反応
この不一致にもかかわらずロハスは1947年のアメリカ合衆国が提案した軍事基地合意の殆どに異議を申し立てなかった。ここにロハスが賛成した要求の一部がある。
1. アメリカ合衆国は99年間軍事基地を獲得する（第29条）[33]。
2. クラーク空軍基地は13万エーカーを保有し、オロンガポ市はスービック海軍基地に統合され、基地周辺の地域は、アメリカ合衆国が管轄する（第3条）[33]。
3. アメリカ合衆国はフィリピン軍と同条件で公共施設などの施設に入る（第7条）。
4. フィリピンは第三国に基地権を保証する前にアメリカ合衆国の承認を求める（第25条）。

しかしロハスでさえ「政治的にアメリカ合衆国の立場を受け入れられないと感じる」例が二つあった。第一にアメリカ合衆国は戦後の非友好的な環境の故に「アメリカ合衆国兵士と地元市民の深刻な不和」への発展と同様に都市の発展に介入するにもかかわらずマニラの広大な軍事施設を所有することを提案した。マニラに拠点を置くアメリカ合衆国軍人は、当時既に地元民と口論する傾向があり、そのために大規模なアメリカ合衆国の軍事基地は、不和を悪化させるだけであった。第二にアメリカ合衆国は「犠牲者が誰であれ犯罪が基地の内外や勤務中か勤務外いずれかで行われたかを問わず」フィリピンのアメリカ合衆国の軍事基地の全員に対する基本的に「治外法権の復活」である刑事裁判を要求した。
アメリカ合衆国国務省はフィリピンの反論を理由のあるものとみて、極端な要求を再考するよう戦争省と海軍省に要請した。1か月の交渉を経てアメリカ合衆国はマニラの施設建設の必要性を排除するようフィリピン唯一の空軍基地と海軍基地に求めた。ロハスはアメリカ合衆国が再考の決定をしたことを称賛し、「あらゆる主要な情勢に関してアメリカ合衆国とフィリピンの根本的な関心は『一致する』」と述べた。
3月17日、ロハスは承認を求めてフィリピン上院に軍事基地合意を送付した。トマス・コンフェソル上院議員は軍事基地は「アメリカ合衆国によりここに設立されたがアメリカ合衆国ほどにはフィリピンの利益に寄与しない」と述べた。同僚議員に「我々はアメリカ帝国拡張の範囲内にある。帝国主義はいまだ死んでいない」と警告した。

軍事基地合意は出席した18人の上院議員全員の賛成で1947年3月26日にフィリピン上院から承認された。3人の上院議員が抵抗して会議に出席せず、他の3人は、投票に不正があったと申し立てられて締め出された。

## 参照
1. ↑  Philippines (1946). Treaty of General Relations and Protocol with the Republic of the Philippines: Message from the President of the United States Transmitting the Treaty of General Relations and Protocol Between the United States of America and the Republic of the Philippines, Signed at Manila on July 4, by General Godwin Hope1946. U.S. Government Printing Office
2. ↑  “International Treaties & Agreements”. travel.state.gov. 2022年1月2日閲覧。
3. 1 2  11 Bevans 3
4. ↑  McSherry, Patrick. “Manila Bay”. www.spanamwar.com. 2017年11月11日閲覧。
5. ↑  Presidential Museum and Library, Malacañan Palace. “The Evolution of Manila”. 2015年6月28日時点のオリジナルよりアーカイブ。2022年1月2日閲覧。
6. ↑  “The Sham Battle Of Manila | AMERICAN HERITAGE” (英語). www.americanheritage.com. 2017年11月11日閲覧。
7. 1 2 3 4 5 6  Wolff, Leon (1961). Little Brown Brother: How the United States Purchased and Pacified the Philippine Islands at the Century's Turn. Wolff Productions. p. 100. ISBN 978-1-58288-209-3
8. ↑  “Avalon Project – Treaty of Peace Between the United States and Spain; December 10, 1898”. avalon.law.yale.edu. 2017年11月11日閲覧。
9. ↑  Butler, Charles Henry (1902) (英語). The Treaty Making Power of the United States. Banks Law Publishing Company
10. 1 2  “Philippines – UNITED STATES RULE”. countrystudies.us. 2017年11月11日閲覧。
11. ↑  "The Philippines: As viewed by President McKinley's Special Commissioners". The Daily Star. 7 (2214). Fredericksburg, Va. November 3, 1899.
12. ↑  Chapter XI: The First Philippine Commission, in Worcester, Dean Conant (1914). "The Philippines: Past and Present (vol. 1 of 2)". Macmillan. Retrieved January 21, 2008.
13. ↑  Golay 1997, pp. 49–50
14. ↑  Wertheim, Stephen (September 1, 2009). “Reluctant Liberator: Theodore Roosevelt's Philosophy of Self-Government and Preparation for Philippine Independence” (英語). Presidential Studies Quarterly 39 (3):  494–518. doi:10.1111/j.1741-5705.2009.03688.x. ISSN 1741-5705.
15. ↑  Juris, The Corpus (1902年7月1日). “Philippine Bill of 1902”. The Corpus Juris. 2022年1月2日閲覧。
16. ↑  “The Philippine Organic Act of July 1902” (1902年7月1日). 2007年7月5日閲覧。.
17. ↑  Zaide 1994, p. 285
18. ↑  Zaide, Sonia M. (1994). The Philippines: A Unique Nation. All-Nations Publishing Co. pp. 314–315. ISBN 971-642-071-4.
19. ↑  Castro, Christi-Anne, Associate Professor University of Michigan (April 7, 2011). Musical Renderings of the Philippine Nation. U.S.: Oxford University Press. p. 204. ISBN 978-0-19-974640-8. Retrieved July 3, 2013.
20. ↑  Brands 1992, pp. 158–81.
21. ↑  MacArthur General Staff (1994). "The Japanese Offensive in the Philippines". Report of General MacArthur: The Campaigns of MacArthur in the Pacific Volume I. GEN Harold Keith Johnson, BG Harold Nelson, Douglas MacArthur. United States Army. p. 6. LCCN 66-60005. Retrieved March 24, 2013.
22. ↑  "Philippine History". DLSU-Manila. Archived from the original on August 22, 2006. Retrieved 2007-02-11.
23. ↑  Weir 1998
24. ↑  “Proclamation 2695 of July 4, 1946 "Independence of the Philippines"” (英語). National Archives (2016年8月15日). 2019年8月9日閲覧。
25. ↑  Dolan 1991.
26. ↑  "Balitang Beterano: Facts about Philippine Independence". Philippine Headline News Online. Feb 2004. Retrieved February 11, 2007.
27. ↑  Golay, Frank (1955). “Economic Consequences of the Philippine Trade Act”. Pacific Affairs 28 (1):  53–70. doi:10.2307/2753711. JSTOR 2753711.
28. ↑  United States. Dept. of State; Charles Irving Bevans (1968). Treaties and other international agreements of the United States of America, 1776–1949. Dept. of State; for sale by the Supt. of Docs., U.S. Govt. Print. Off. pp. 473–476.
29. ↑  “UNITED STATES OF AMERICA and PHILIPPINES” (2011年7月23日). 2011年7月23日時点のオリジナルよりアーカイブ。2017年11月11日閲覧。
30. 1 2 3 4 5 6 7 8 9 10  Shalom, Stephen (1990). “Securing the U.S.–Philippine Military Bases Agreement of 1947”. Bulletin of Concerned Asian Scholars 22 (4):  3–12. doi:10.1080/14672715.1990.10413097.
31. ↑  Firm, Joselito Guianan Chan, Managing Partner, Chan Robles and Associates Law. “Philippine Laws, Statutes and Codes” (英語). www.chanrobles.com. 2017年11月11日閲覧。
32. ↑  Jenkins, Shirley (1954) (英語). American Economic Policy Toward the Philippines. Stanford University Press. ISBN 978-0-8047-1139-5
33. 1 2 3 4  “Foreign Relations of the United States: Diplomatic Papers, 1945, The British Commonwealth, The Far East, Volume VI – Office of the Historian” (英語). history.state.gov. 2017年11月11日閲覧。
34. ↑  “Foreign Relations of the United States, 1947, The Far East, Volume VI – Office of the Historian” (英語). history.state.gov. 2017年11月11日閲覧。